# Медаль «За боевые заслуги» (Армения)

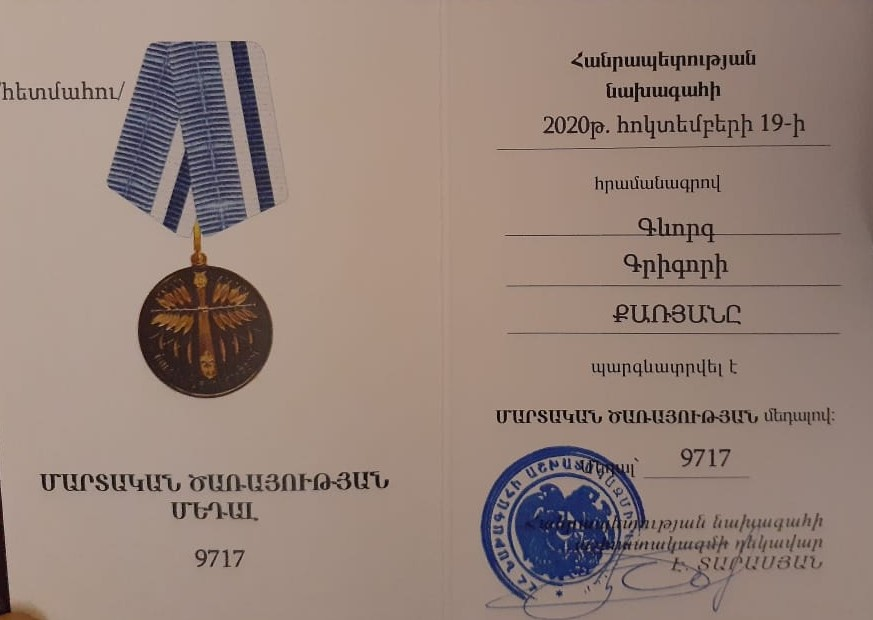
Удостоверение к медали «За боевые заслуги» (Армения)

Медаль «За Боевые Заслуги» — государственная награда Республики Армения. Учреждена законом Республики Армения «О медали „За боевые заслуги“», который действует с 26 июля 1993 года.

## Порядок награждения
Медалью награждаются:
- военнослужащие Республики Армения,
- другие лица.

Медаль присуждается за умение, предприимчивость и смелость, способствующие выполнению боевых заданий и проявленные при обеспечении боевой готовности войск, охране государственной границы.

## Награждённые медалью
В период правления Президента Армении С. Саргсяна (с 9 апреля 2008 года) медалью были награждены 1602 человек, 55 из которых - посмертно.
16 из награждённых - женщины.